# John Bissinger
John Bissinger, (Nova Iorque, 7 de janeiro de 1879 - Bronx, 20 de janeiro de 1941) foi um ginasta que competiu em provas de ginástica artística pelos Estados Unidos.
Bissinger, nacionalmente, tornou-se campeão do individual geral nos anos de 1901 e 1903, além de ser tetracampeão no salto sobre o cavalo, tricampeão no cavalo com alças e campeão na barra fixa. Em 1904, nos Jogos Olímpicos de St. Louis, fez parte da equipe norte-americana New York Turnverein. Junto aos companheiros Otto Steffen, Emil Beyer, Max Wolf, Julian Schmitz e Arthur Rosenkampf, conquistou a medalha de prata por equipes, após superar e ser superado por um time dos Estados Unidos.